# Chemtrails over the Country Club
Chemtrails over the Country Club é o sétimo álbum de estúdio da cantora e compositora estadunidense Lana Del Rey. Foi lançado em 19 de março de 2021 através das gravadoras Polydor Records e Interscope Records como o sucessor do seu sexto álbum de estúdio Norman Fucking Rockwell! (2019). Inicialmente titulado White Hot Forever, o álbum foi produzido por Del Rey e Jack Antonoff, com produção adicional de Rick Nowels, com quem Del Rey já trabalhou em seus trabalhos anteriores. Um cover da canção "For Free" de 1970 de Joni Mitchell, com participação das cantoras e compositoras estadunidenses Zella Day e Weyes Blood, também foi inclusa no álbum.
Chemtrails over the Country Club foi descrito como um álbum de gêneros folk, country folk e Americana. O álbum aborda temas como o escapismo, amor, decepções e nostalgia, ao mesmo tempo em que engloba suas referências usuais a Americana, abordando suas desilusões. Chemtrails over the Country Club recebeu aclamação dos críticos de música, com muitos comparando seu som ao de seu antecessor. A obra estrou na segunda posição na Billboard 200 nos Estados Unidos, se tornando seu sétimo álbum top dez no país, enquanto que atingiu o topo da tabela britânica UK Albums Chart, sendo esse o quinto álbum da artista a atingir a primeira posição no Reino Unido.

## Antecedentes
Em 30 de agosto de 2019, no lançamento do seu sexto álbum de estúdio Norman Fucking Rockwell!, Del Rey anunciou que já havia começado a trabalhar num novo álbum, revelando que se chamaria White Hot Forever. Quase nove meses depois, em 25 de maio de 2020, ela publicou diversos vídeos em suas redes sociais divulgando o novo título do álbum como Chemtrails over the Country Club. O álbum foi agendado com um lançamento para 5 de setembro de 2020, mas foi mais tarde revelado que seu lançamento deveria ser adiado devido a problemas na produção de vinil devido a pandemia de COVID-19, assim como a incerteza da artista na inclusão da faixa "Dealer" na obra. Posteriormente, foi confirmado que "Dealer" não estaria presente no álbum.
Del Rey afirmou que "muito do álbum" pertence a suas "namoradas deslumbrantes" e seus "lindos irmãos". Ela ainda acrescentou que, "Em 2021, [Chemtrails over the Country Club] abre um capítulo mais ensolarado no controverso roman-à-clef [de Del Rey], e a lenda folclórica Joan Baez defende sua aceitação no panteão", adicionando que o álbum "parece revelar uma Del Rey mais vulnerável", que é "mais leve na ameaça de LA" e "mais inocentemente emocional" do que em seu trabalho anterior. Em 7 de agosto de 2020, Del Rey publicou um vídeo em seu Instagram divulgando uma prévia da faixa "Tulsa Jesus Freak", que mais tarde veio a ser inclusa no álbum. Em 1 de setembro de 2020, Del Rey fez outra publicação, dessa vez no set de filmagem para o vídeo musical da faixa-título, "Chemtrails over the Country Club", revelando também a canção "Let Me Love You Like a Woman" seria lançada antes do álbum e que o mesmo seria lançado em "breve". "Let Me Love You Like a Woman" foi lançada em 16 de outubro como o primeiro single de Chemtrails over the Country Club.
Em 14 de dezembro de 2020, Del Rey fez sua primeira apresentação televisionada em 9 anos, no The Tonight Show Starring Jimmy Fallon. Ela apresentou uma performance pré-gravada do single "Let Me Love You Like a Woman", lançada quase dois meses antes. Alguns dias depois, ela apresentou novamente a faixa junto com "Silent Night" no show de talentos anual de Ally Coalition, no Twitch. Pouco tempo depois, em 22 de dezembro, Del Rey publicou uma prévia do vídeo musical de "Chemtrails over the Country Club" em suas redes sociais, anunciando  que a faixa seria lançada como o segundo single do álbum em 11 de janeiro de 2021, e no mesmo dia o álbum foi disponibilizado para pré-venda.
A oitava faixa do álbum, "Yosemite", foi originalmente intencionada para o quinto álbum de estúdio de Del Rey Lust for Life (2017); no entanto, em 2017 durante uma entrevista para Zane Lowe, a cantora afirmou que a faixa foi descartada do álbum por ser "muito alegre; não estamos lá ainda".

## Arte da capa
Em 10 de janeiro de 2021, um dia antes do lançamento de "Chemtrails over the Country Club", Del Rey divulgou a capa do álbum assim como o alinhamento de faixas no Twitter e no Instagram. Ela também deixou um comentário no Instagram sobre a arte da capa e respondeu preventivamente às críticas sobre a diversidade do grupo de pessoas que a mesma apresenta. Em 11 de janeiro, a Target e a HMV revelaram versões exclusivas do álbum, apresentando uma capa alternativa fotografada por Neil Krug.

## Análise da crítica
| Críticas profissionais | Críticas profissionais |
| Pontuações agregadas   | Pontuações agregadas   |
| Fonte                  | Avaliação              |
| ---------------------- | ---------------------- |
| AnyDecentMusic?        | 7.8/10                 |
| Metacritic             | 81/100                 |
| Avaliações da crítica  |                        |
| Fonte                  | Avaliação              |
| AllMusic               | [ 10 ]                 |
| The A.V. Club          | C+                     |
| Consequence of Sound   | B+                     |
| Entertainment Weekly   | B                      |
| The Guardian           | }                      |
| The Independent        | [ 48 ]                 |
| NME                    | [ 49 ]                 |
| Pitchfork              | 7.5/10                 |
| Rolling Stone          | [ 51 ]                 |
| The Telegraph          | [ 52 ]                 |

Chemtrails over the Country Club recebeu aclamação dos críticos de música. No Metacritic,  que atribui uma classificação normalizada de 100 a críticas de publicações populares, o álbum recebeu uma pontuação alta de 81, com base em 28 críticas, o que indica "aclamação universal". No AnyDecentMusic?, que coleta análises críticas de mais de 50 fontes de mídia, o álbum conseguiu uma pontuação 7.8 de 10, baseado em 29 avaliações.
Fred Thomas do AllMusic afirmou que Del Rey "se livra completamente de seus dias de pop raso" em Chemtrails over the Country Club, continuando a composição matizada de Norman Fucking Rockwell! e resultando em seu álbum "mais atmosférico" até hoje. Will Hodgkinson do The Times chamou o álbum de "lindamente executado" e "coerentemente realizado". O crítico Mikael Wood do Los Angeles Times notou que o canto de Del Rey alcançou um "novo pico" no Chemtrails; ele identificou como seus vocais se movem "entre sua voz suave e sua voz sensual". Rhian Daly do NME chamou o álbum de uma "uma declaração sublime" que medeia fama e romance, botando a cantora "no auge do jogo". Em sua revisão para o The Independent, Helen Brown nomeou Del Rey "uma ótima contadora de histórias", que detalha consistentemente "quem, o quê, onde e quando". Brown escreveu que o álbum atenua a "orquestração exuberante" de seu antecessor, optando por mais palhetadas acústicas, apoiado por "arranhões de guitarra elétrica surrada e órgão de um saguão do hotel."
Liam Inscoe-Jones do The Line of Best Fit elogiou a instrumentação "linda" do álbum e as composições baseadas nas histórias de Del Rey. Elogiando a composição do álbum, o crítico Kitty Empire do The Observer, descreveu como "um disco repleto de beleza e autobiografia atenciosa que apenas um compositor mais experiente e seguro poderia ter feito". Marcando-o como "uma escuta encantadora" e um "projeto sedutor", Robin Murray da Clash elogiou a instrumentação minimalista do álbum e a construção-de-mundos de suas letras. John Amen do PopMatters escreveu, "Chemtrails faz uso de uma paleta mais minimalista e cheia de nuances do que os álbuns anteriores, Del Rey se distancia, ao longo do set e em graus variados, de sua personalidade duradoura e estilística familiar. Dessa forma, ela evita colapsar em fórmulas ou autocaricatura continuando a explorar novas possibilidades estéticas." Tim Sentz, escrevendo para o Beats Per Minute, afirmou que Chemtrails não é nem de longe tão versátil sonoramente quanto seu antecessor, mas é "um álbum apropriado para uma cafeteria que não contém quase nada do que fez seu último álbum transcender".
Em revisões mais mistas, o crítico Bobby Olivier da Spin, favoreceu os "vários arranjos lindos" do álbum, mas sentiu que a música é menos memorável do que o resto do catálogo da artista. Ele achou o som inspirado no country e no folk "às vezes impressionante", enquanto as letras eram "pouco inspiradas" em alguns momentos. Alexis Petridis do The Guardian achou que o álbum se centra nos temas recorrentes de Del Rey como "nostalgia, fama conturbada e amante do mal-estar", mas apreciou as melodias de suas faixas. Tatiana Tenreyro do The A.V. Club apelidou Chemtrails de um álbum sonora e liricamente inferior a Norman Fucking Rockwell. Ela comentou que grande parte de suas faixas "não se destacam", pois "se misturam em sua delicadeza". Johnny of the Well, revisor do Sputnikmusic, criticou a "escrita desajeitada do álbum, instrumentação branda, sentimentalismo vazio e estilização desajeitada". No entanto, ele escolheu "Tulsa Jesus Freak" como o destaque do álbum.

### Listas de fim de ano
| Publication        | List                                        | Rank | Ref.   |
| ------------------ | ------------------------------------------- | ---- | ------ |
| The Guardian       | Os 50 Melhores Álbuns de 2021               | 40   | [ 63 ] |
| Les Inrockuptibles | Top Álbuns de 2021                          | 34   | [ 64 ] |
| Los Angeles Times  | Os 10 Melhores Álbuns de 2021               | 5    | [ 65 ] |
| Mojo               | Top 75 Álbuns de 2021                       | 3    | [ 66 ] |
| The New York Times | Melhores Álbuns de 2021                     | 7    | [ 67 ] |
| Slant              | Os 50 Melhores Álbuns de 2021               | 4    | [ 68 ] |
| The Telegraph      | Os 10 Melhores Álbuns de 2021               | 2    | [ 69 ] |
| The Times          | The 18 Albums That Shined Brightest in 2021 | 4    | [ 70 ] |
| Uncut              | Top 75 Álbuns de 2021                       | 11   | [ 71 ] |

## Desempenho comercial
Nos Estados Unidos, o álbum estreou direto na segunda posição na Billboard 200 com 75.000 unidades equivalente ao álbum, com 58.000 sendo vendas puras, fazendo deste, o sétimo álbum de Del Rey a estrear diretamente no top 10 dos EUA. O álbum também se tornou o terceiro da cantora a atingir o topo da lista Top Album Sales. Chemtrails over the Country Club obteve a quarta maior semana de vendas de um álbum de vinil desde que MRC Data começou a monitorar as vendas em 1991, com quase 32.000 cópias vendidas. Ao mesmo tempo, a Rolling Stone divulgou que o álbum vendeu 98.000 unidades em sua primeira semana.
No Reino Unido, Chemtrails over the Country Club estreou na primeira posição vendendo 40.000 cópias em sua primeira semana, se tornando o quinto álbum da artista a atingir o topo na tabela do país. Com 16.700 cópias de vinil vendidas, Chemtrails over the Country Club tornou-se o vinil de venda mais rápida do século para uma artista feminina no Reino Unido. No país, em seus primeiros três dias, Chemtrails over the Country Club havia vendido 30.566 cópias físicas.

## Alinhamento das faixas
| N.º            | Título                                   | Compositor(es)             | Produtor(es)     | Duração |  |
| 1.             | "White Dress"                            | Lana Del Rey Jack Antonoff | Del Rey Antonoff | 5:33    |  |
| 2.             | "Chemtrails over the Country Club"       | Del Rey Antonoff           | Del Rey Antonoff | 4:31    |  |
| 3.             | "Tulsa Jesus Freak"                      | Del Rey Antonoff           | Del Rey Antonoff | 3:35    |  |
| 4.             | "Let Me Love You Like a Woman"           | Del Rey Antonoff           | Antonoff         | 3:21    |  |
| 5.             | "Wild at Heart"                          | Del Rey Antonoff           | Del Rey Antonoff | 4:06    |  |
| 6.             | "Dark But Just a Game"                   | Del Rey Antonoff           | Del Rey Antonoff | 3:55    |  |
| 7.             | "Not All Who Wander Are Lost"            | Del Rey Antonoff           | Del Rey Antonoff | 4:07    |  |
| 8.             | "Yosemite"                               | Del Rey Rick Nowels        | Nowels           | 5:04    |  |
| 9.             | "Breaking Up Slowly" (com Nikki Lane)    | Del Rey Nikki Lane         | Del Rey Antonoff | 2:57    |  |
| 10.            | "Dance Till We Die"                      | Del Rey Antonoff           | Del Rey Antonoff | 4:03    |  |
| 11.            | "For Free" (com Zella Day e Weyes Blood) | Joni Mitchell              | Del Rey Antonoff | 4:11    |  |
| Duração total: | Duração total:                           | Duração total:             | Duração total:   | 45:28   |  |

## Créditos
| Musicistas - Lana Del Rey – vocais - Jack Antonoff – piano (1, 2, 4, 5, 9–11), guitarra (1–3, 5–7, 9–11), baixo (1, 2, 4–7, 9–11), bateria (1-6, 10), Mellotron (2, 5, 6, 10, 11), teclado (2), violão de doze cordas (2, 5–7), sintetizadores (3, 5, 6), baixo sintetizador modelo B (3), percussão (3, 4, 6, 10), guitarra acústica (4), guitarra elétrica (4), slide guitar (4), Hammond B3 (4), programação (4), órgão (7), Rhodes (10) - Daniel Heath – cordas (2) - Evan Smith – trompa (2, 5, 10, 11), acordeão (10) - Rick Nowels – guitarra acústica (8), teclado (8), Mellotron (8), baixo (8) - Aaron Sterling – bateria (8), percussão (8) - Trevor Yasuda – efeitos sonoros (8) - Nikki Lane – vocais adicionais (9) - Mikey Freedom Hart – pedal steel (9), piano (11), guitarra (11), Mellotron (11) - Weyes Blood – vocais adicionais (11) - Zella Day – vocais adicionais (11) | Produtores e engenheiros - Jack Antonoff – produção (exceto 8), mixagem (exceto 8) - Lana Del Rey – produção (exceto 4, 8) - Rick Nowels – produção (8) - Laura Sisk – engenharia (exceto 8), mixagem (exceto 8) - Kieron Menzies – engenharia (8), mixagem (8) - Dean Reid – engenharia (8), mixagem (8) - Trevor Yasuda – engenharia (8) - John Fee – engenharia (8) - John Rooney – assistência de engenharia (exceto 8) - Jon Sher – assistência de engenharia (exceto 8) - Chris Gehringer – masterização - Will Quinnell – assistência de masterização (4) |

## Desempenho nas tabelas musicais
| Tabela musical (2021)                  | Melhor posição |
| -------------------------------------- | -------------- |
| Alemanha (Offizielle Top 100)          | 3              |
| Argentina (CAPIF)                      | 6              |
| Austrália (ARIA)                       | 2              |
| Áustria (Ö3 Austria)                   | 4              |
| Bélgica (Ultratop de Flandres)         | 2              |
| Bélgica (Ultratop de Valônia)          | 2              |
| Canadá (Billboard)                     | 5              |
| Chéquia (ČNS IFPI)                     | 5              |
| Dinamarca (Hitlisten)                  | 2              |
| Escócia (Official Charts Company)      | 1              |
| Espanha (PROMUSICAE)                   | 4              |
| Estados Unidos (Billboard 200)         | 2              |
| EUA (Billboard Top Alternative Albums) | 1              |
| EUA (Billboard Top Tastemaker Albums)  | 1              |
| Finlândia (Suomen virallinen lista)    | 5              |
| França (SNEP)                          | 3              |
| Grécia (IFPI Grécia)                   | 3              |
| Holanda (Dutch Charts)                 | 2              |
| Hungria (MAHASZ)                       | 23             |
| Irlanda (IRMA)                         | 2              |
| Itália (FIMI)                          | 7              |
| Japão (Oricon)                         | 101            |
| Lituânia (AGATA)                       | 4              |
| Noruega (VG-lista)                     | 3              |
| Nova Zelândia (RMNZ)                   | 2              |
| Países Baixos (Album Top 100)          | 2              |
| Polônia (ZPAV)                         | 1              |
| Portugal (AFP)                         | 1              |
| Reino Unido (Official Charts Company)  | 1              |
| Suécia (Sverigetopplistan)             | 3              |
| Suíça (Schweizer Hitparade)            | 1              |

## Certificações
| Região                                                       | Certificação | Unidades/vendas |
| ------------------------------------------------------------ | ------------ | --------------- |
| Polônia (ZPAV)                                               | Ouro         | 10.000‡         |
| Reino Unido (BPI)                                            | Prata        | 60.000‡         |
| ‡vendas+valores de streaming baseados apenas na certificação |              |                 |